# Église Saint-Sauveur de Cartignies
L'église Saint-Sauveur est une église située à Cartignies, en France. Elle est dédiée au saint Sauveur (Jésus-Christ).

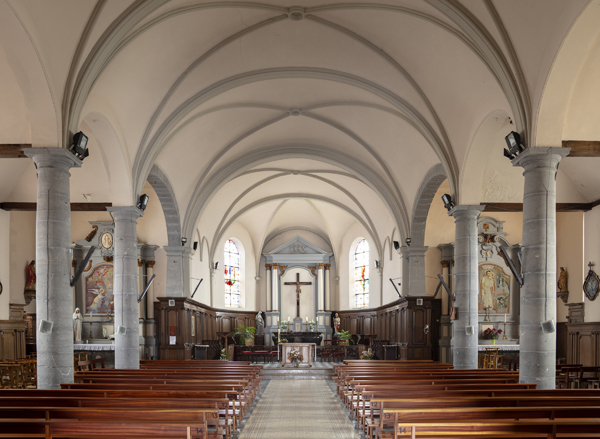
Intérieur
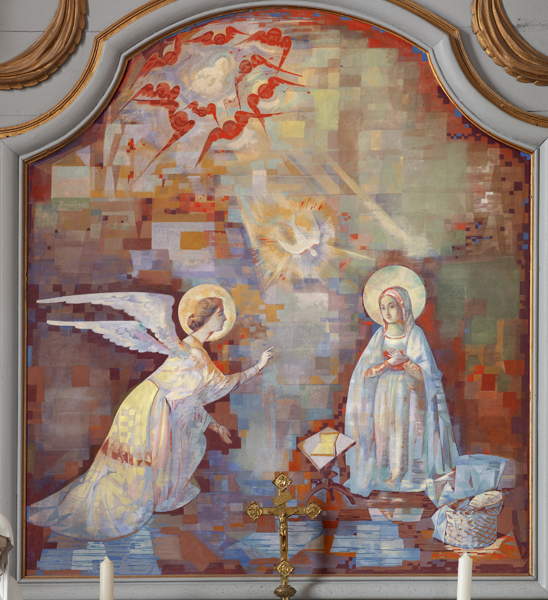
L'autel (peinture de Luc Barbier, 1951)
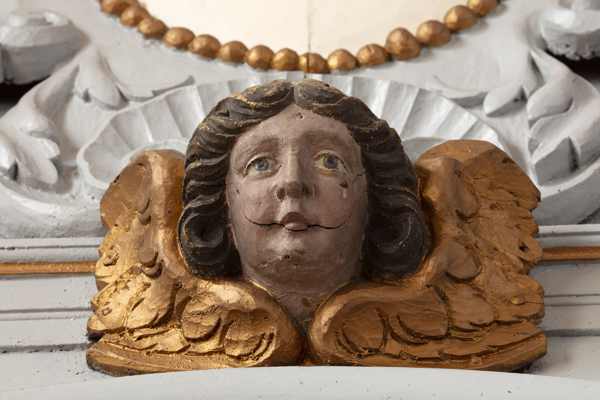
L'autel (détail)

## Localisation
L'église est située sur la commune de Cartignies, dans le département du Nord.